# ژیمناستیک در المپیک تابستانی ۱۹۷۲ – شش اسباب ژیمناستیک تیمی مردان
در زیر نتایج شش اسباب ژیمناستیک تیمی مردان یکی از هشت رویداد برای رقابت‌های ژیمناستیک هنری مردان در بازی‌های المپیک تابستانی ۱۹۷۲ آورده شده‌است. دورهای اجباری و اختیاری در روز ۲۷ و ۲۹ اوت در تالار ورزشی برگزار شد.

## مدال‌آوران
| طلا | نقره | برنز |
| ژاپن (JPN) · شیگرو کازاماتسو · سواو کاتو · ایزو کنموتسو · اکینری ناکایاما · ترویچی اوکامورا · میتسو تسوکاهارا | اتحاد شوروی (URS) · نیکولای آندریانف · ویکتور کلیمنکو · الکساندر مالیف · ادوارد میکائلیان · ولادیمیر شوکین · میخائیل وورونین | آلمان شرقی (GDR) · ماتیاس برمه · وولفگانگ کلوتز · کلاوس کسته · یورگن پکه · راینهارد ریشلی · وولفگانگ تونه |

## نتایج
| رتبه | تیم                       | نتیجه   |
| ---- | ------------------------- | ------- |
|      | ژاپن (JPN)                | ۵۷۱٫۲۵۰ |
|      | اتحاد شوروی (URS)         | ۵۶۴٫۰۵۰ |
|      | آلمان شرقی (GDR)          | ۵۵۹٫۷۰۰ |
| ۴    | لهستان (POL)              | ۵۵۱٫۱۰۰ |
| ۵    | آلمان غربی (FRG)          | ۵۴۶٫۴۰۰ |
| ۶    | کره شمالی (PRK)           | ۵۴۵٫۰۵۰ |
| ۷    | رومانی (ROU)              | ۵۳۸٫۹۰۰ |
| ۸    | مجارستان (HUN)            | ۵۳۸٫۶۰۰ |
| ۹    | چکسلواکی (TCH)            | ۵۳۸٫۵۵۰ |
| ۱۰   | ایالات متحده آمریکا (USA) | ۵۳۳٫۸۵۰ |
| ۱۱   | سوئیس (SUI)               | ۵۳۳٫۰۰۰ |
| ۱۲   | یوگسلاوی (YUG)            | ۵۳۰٫۱۰۰ |
| ۱۳   | فرانسه (FRA)              | ۵۲۲٫۶۵۰ |
| ۱۴   | کوبا (CUB)                | ۵۱۹٫۹۰۰ |
| ۱۵   | بلغارستان (BUL)           | ۵۱۶٫۳۵۰ |
| ۱۶   | ایتالیا (ITA)             | ۵۱۰٫۱۰۰ |